# Aethalops alecto
Genre
Espèce
Statut de conservation UICN

 LC  : Préoccupation mineure
La Roussette pygmée (Aethalops alecto) est une espèce de chauve-souris, la seule du genre Aethalops.